# Leucoraja
Leucoraja es un género de peces de la familia de los Rajidae en el orden de los Rajiformes.

## Distribución geográfica
Se encuentra en el Atlántico, el Mediterráneo, el Índico suroccidental y Australia. 

## Especies
- Leucoraja caribbaea (McEachran, 1977)
- Leucoraja circularis (Couch, 1838)
- Leucoraja compagnoi (Stehmann, 1995)
- Leucoraja erinacea (Mitchill, 1825)
- Leucoraja fullonica (Linnaeus, 1758)
- Leucoraja garmani (Whitley, 1939)
- Leucoraja lentiginosa (Bigelow & Schroeder, 1951)
- Leucoraja leucosticta (Stehmann, 1971)
- Leucoraja melitensis (Clark, 1926)
- Leucoraja naevus (Müller & Henle, 1841)
- Leucoraja ocellata (Mitchill, 1815)
- Leucoraja pristispina (Last, Stehmann & Séret, 2008)
- Leucoraja virginica (McEachran, 1977)
- Leucoraja wallacei (Hulley, 1970)[15]
- Leucoraja yucatanensis (Bigelow & Schroeder, 1950